# Stade Hungária Körúti
 (avril 2025).
Le Stade Hungária Körúti (en hongrois : Hungária körúti stadion), est un ancien stade multisports hongrois, principalement utilisé pour le football, situé à Józsefváros, un quartier du 8e arrondissement de Budapest, la capitale du pays.
Inauguré en 1912 puis fermé en 1945, le stade, doté de 40 000 places, était connu pour servir d'enceinte à domicile pour les clubs de football du MTK Budapest et du Szürketaxi, ainsi que pour l'équipe de Hongrie de football.

## Histoire
Le stade est inauguré en 1912 lors de la 1re journée du championnat de Hongrie 1911-12, avec une victoire 1-0 du MTK Budapest sur son rival du Ferencváros.
Le stade subit des dommages importants durant la seconde Guerre mondiale.